# Stock
Pour les articles homonymes, voir Stock (homonymie).
Pour une entreprise, les stocks représentent les biens achetés, transformés ou à vendre à un moment donné. Le stock représente de manière habituelle, l'ensemble des biens qui interviennent dans le cycle d'exploitation de l'entreprise ou qui peuvent être vendus « en l'état ».

## Description des stocks
Une entreprise peut détenir plusieurs types de stocks tels que :
- Matière première,
- Produit en cours de fabrication sous forme de sous-ensemble ou d’élément complet,
- Produit manufacturé prêt à être vendu, ou à être utilisé dans la chaine de fabrication,
- Produits "défectueux" ou obsolète devant être "mis à jour" ou réparé.

Les stocks peuvent être utilisés soit pour :
- Être vendus en l'état,
- Être utilisés dans le processus de production, pour fabriquer un sous-ensemble, ou un produit fini, qui servira ensuite, à la production ou à la vente,
- Être réparés, "mis à jour" ou recyclés.

Le stockage, ou entreposage, est l'action d’entreposer, c'est-à-dire de placer à un endroit identifié des objets ou des matières dont on veut pouvoir disposer rapidement en cas de besoin.

## Typologie et enjeux des stocks

### Enjeux des stocks
La gestion du stock permet de gérer les articles disponibles dans l'entreprise en vue de satisfaire les besoins à venir à l'aide d'outils logistiques et d'un système d'information performant pour l'organisation.
Ces besoins seront à satisfaire au bon moment, dans les bonnes quantités et d'une manière permettant la bonne utilisation du stock.
Si l'on n'est pas capable de satisfaire un besoin à l'aide du stock correspondant, on parle de rupture de stock.
Tout l'art de cette gestion est d'avoir suffisamment de stock pour répondre correctement aux besoins et pas trop pour ne pas supporter les différents coûts du stock (coût d'acquisition, coût de stockage, coût de dévalorisation, etc.).
Il est possible de distinguer trois finalités du stock :
- stock de transaction, pour optimiser les coûts de transaction et les coûts de stockage ;
- stock de précaution, pour éviter la rupture de stocks ;
- stock de spéculation, pour profiter des mouvements de prix.

### Typologie des stocks
Les principaux stocks sont :
- le stock de marchandises. Les stocks des commerçants (revente à profit d'articles sans valeur ajoutée de transformation par l'entreprise) ;
- le stock de matières premières qui représente les articles achetés auprès de fournisseurs en vue d'une transformation ultérieure ;
- le stock des produits en cours de fabrication (semi-finis) qui représente les articles qui ne sont pas vendables en l'état car devant encore subir des transformations ; ces en cours de fabrication peuvent être dus à des contraintes techniques dans le process (refroidissement, séchage...) ou peuvent être dus au système de production, qui, en s'éloignant du "One Piece Flow" génère des en cours ;
- le stock des produits terminés (ou « produits finis ») qui représente les articles que l'entreprise peut vendre après les avoir fabriquées ;
- le stock d'emballages vides (palettes, caisses...).

Critique typologique :
Il s'agit toutefois là d'une typologie statique (par nature) de la définition des stocks et qui ne se recoupe pas toujours en réalité à l'identique avec les modes de gestion utilisés par les entreprises. Il convient en effet de se référer en la matière à une approche téléologique du stock, c'est-à-dire de différencier les stocks suivant l'objectif qu'ils ont en matière de gestion ou de stratégie. Un stock peut en effet avoir pour but de générer un profit dans le cadre du processus de production et de ventes d'une part ou répondre à des engagements passés pris au moment de la vente, ce qui est le cas des pièces détachées nécessaires à la garantie. Cette notion de garantie intervient également pour le maintien en état des capacités de production.
Cette typologie permet en l'appliquant à la gestion de dépasser les limites actuelles de suivi de stocks qui ne permettent pas de prendre toujours des décisions associant un équilibre entre risques et rentabilité. Le même auteur[Qui ?] dans des travaux publiés par les conférences scientifiques internationales IEEE montre que l'impossibilité actuelle de définir des politiques de prix structurées et objectives en cas d'invendus ou de sur-stock est associée à une définition non téléologique du stock, que l'on doit traiter comme une option.

## Méthode d'évaluation et de gestion des stocks
Outre une gestion des stocks qui vise l'optimisation des flux et des coûts relatifs aux stocks, une évaluation des stocks est nécessaire au service comptable afin de servir la construction du bilan de l'entreprise.

### Méthodes d'évaluation comptables des stocks

#### Évaluation selon les normes internationales (IAS/IFRS)
Au sein des normes internationales d'information financière, l'évaluation et la comptabilisation des stocks sont définis par la norme IAS 2.
Le principe général est que "les stocks doivent être évalués au plus faible du coût et de la valeur nette de réalisation".

##### Évaluation du coût des stocks
- Le coût d’entrée d’un stock à l’actif (évalué pour faire le bilan) est constitué des :
  - coûts d’acquisition que sont les prix d’achat des matières premières, fournitures ou marchandises auquel s’ajoutent les éventuels frais de transport et de manutention, les droits de douane et autres taxes non récupérables ;
  - coûts de transformation que sont les coûts ajoutés au coût d’acquisition afin de parvenir au coût de production déterminé par la comptabilité analytique ;
  - coûts encourus pour amener les stocks à l’endroit et dans l’état où ils se trouvent.
- Les coûts obligatoirement exclus du coût des stocks sont :
  - les frais de commercialisation tels que la publicité et le coût du personnel commercial ;
  - les frais qui n’amènent pas les stocks à l’endroit et dans l’état où ils se trouvent ;
  - les consommations anormales (matières premières, maintenance… exceptionnelles) ;
  - les coûts de stockage non nécessaires au processus de production.

Pour obtenir le coût réel de stock (à comptabiliser), 3 grands types de méthodes sont autorisées.
- Les (3 ou 4) méthodes des coûts réels (en retenant les coûts de production ou d’acquisition réellement engagés).
  - Coût unitaire moyen pondéré périodique (CUMP) : le coût unitaire de sortie d'articles du stock est égal à la somme (de la valeur initiale + celles d'entrées en stock) divisé par la somme (de quantité initiale et celles d'entrées en stock). Si ce sont des stocks de produits finis, le coût unitaire d'entrée sera le coût de production (voir pour sa détermination la comptabilité analytique).
  - Premier entré, premier sorti (FIFO, PEPS en français) : le coût unitaire de sortie d'un type d'article du stock est égal à la valeur de l'article qui est entré en premier chronologiquement dans le stock. Un article entre à 10 € puis 20 €, il sortira en premier à 10 €.
  - Dernier entré, premier sorti (LIFO, DEPS en français) : le coût unitaire de sortie d'un type d'article du stock est égal à la valeur de l'article qui est entré en dernier chronologiquement dans le stock. Un article entre à 10 € puis 20 €, il sortira en premier à 20 €.
  - Premier échu premier sorti (First expired first out (FEFO)) : ce mode de gestion toléré est particulièrement adapté aux produits avec une DLC (Date Limite de Consommation) ou une DLU (Date Limite d'Utilisation). Prise en compte de la date limite entrée dans le système pour effectuer les sorties.
- La méthode des coûts standards qui calcule la valeur à partir des niveaux normaux d’utilisation de matières premières, de main-d’œuvre, d’efficience et de capacité.
- La méthode du prix de détail (ou retail method)

Pour chaque groupe de produits homogènes, on détermine un pourcentage moyen de marge brute. La valeur du stock, par catégorie de produits homogènes, est obtenue en déduisant des ventes la marge brute ainsi calculée.

##### Évaluation de la valeur nette de réalisation
La valeur nette de réalisation est le prix de vente estimé dans le cours normal de l’activité, diminué des coûts estimés pour l’achèvement et des coûts estimés nécessaires pour réaliser la vente.
Si cette valeur est inférieure au coût du stock, celui-ci doit être déprécié. AInsi, le montant net comptabilisé à l'actif ne doit pas être supérieur au montant que l’on s’attend à obtenir de la vente ou de l'utilisation de ce stock.

#### Évaluation selon le plan comptable français

##### Obligation d'inventaire
Un inventaire annuel doit être effectué régulièrement une fois tous les 12 mois (en France : Code du commerce article 123.12 du code de commerce) pour toute entreprise ayant la qualité de commerçant. Il est contrôlé par un commissaire aux comptes (et ceci du fait du principe comptable de spécialisation des exercices). D'une manière plus générale, il est utile de réaliser régulièrement un inventaire des stocks afin de s'assurer une certaine homogénéité de la valeur des stocks entre les exercices comptables. Le but est aussi de confronter les comptes à l'observation directe. Cet inventaire et l'inventaire physique intermittent sont généralement préconisés pour la comptabilité générale.
L'inventaire comptable permanent est une organisation des comptes de stocks qui, par l'enregistrement continu des mouvements, permet de connaître de façon constante, en cours d'exercice, les existants chiffrés en quantités et en valeur. Cet inventaire est généralement préconisé pour la comptabilité analytique mais peut aussi être réalisé en comptabilité générale par l'utilisation d'un compte de stock de régulation (exemple : 38).

##### Évaluation des entrées en stock
Le montant le plus faible entre le coût ou la valeur nette de réalisation (toujours la valeur nette de réalisation pour les produits agricoles, de forêt et minéraux).
Coût = prix d'acquisition + frais accessoires + frais nécessaires pour que le stock arrive en état où il se trouve (dont coûts d'emprunt : Ce coût se calcule de la même manière que les acquisitions d'immobilisation).

Ne pas inclure les montants anormaux, les coûts de stockage hors exploitation, les frais généraux administratifs non utiles aux stocks et les frais de distribution et de change.
À noter qu'il est possible d'évaluer les stocks au prix de vente moins la marge normale pour les entreprises à faible chiffre d'affaires ou de contraintes excessives (France : 763 000 € vente de biens, 230 000 € vente de services, article 123.27).
Pour les biens interchangeables et non affectés à des projets spécifiques, seules les méthodes CUMP (coût unitaire moyen pondéré) et FIFO (PEPS) (premier entré, premier sorti) sont considérées comme "légales" par le fisc français (voir ci-dessus pour le calcul).

##### Technique de comptabilisation
Les charges (stocks achetés) et produits (stocks vendus) comptabilisés durant l'année doivent être extournés à la fin de l'exercice. Cette écriture peut être réalisée sous la forme d'une variation des stocks constatée à l'inventaire. Une façon simple de comptabiliser est d'extourner le montant du stock initial dans une première écriture en contrepartie d'un compte de gestion d'achat (stocks achetés) ou de vente (stocks vendus), puis de comptabiliser une écriture inverse pour le montant du stock final. Ces écritures peuvent être effectuées en une fois en constatant la variation de stock.
Après avoir constaté les factures nécessaires, une écriture de fin d'exercice pour les stocks « achetés » doit être enregistrée:
| Numéro de compte | Intitulé de compte | Montant au débit | Montant au crédit |
| ---------------- | ------------------ | ---------------- | ----------------- |
| 6..              | Achat..            | (stock initial)  |                   |
| 3..              | Stock..            |                  | (Stock initial)   |
| 3..              | stock..            | (stock final)    |                   |
| 6..              | Achat..            |                  | (stock final)     |

Écriture de fin d'exercice pour les stocks « vendus » :
| Numéro de compte | Intitulé de compte | Montant au débit | Montant au crédit |
| ---------------- | ------------------ | ---------------- | ----------------- |
| 7..              | vente..            | (stock initial)  |                   |
| 3..              | Stock..            |                  | (Stock initial)   |
| 3..              | stock..            | (stock final)    |                   |
| 7..              | vente..            |                  | (stock final)     |

### Méthodes d'évaluation à des fins d'analyse financière
La valeur du stock influence la trésorerie et en particulier le Besoin en fonds de roulement.
La valeur du stock = Coût de possession + coût de gestion des stocks
- Le coût de possession = coût de stockage unitaire * Quantité moyenne stockée.

Le coût de stockage unitaire correspond à la somme des : 

Coûts fixes : (Prix d’achat unitaire + frais d’acheminement unitaire)*% du coût moyen pondéré du capital. 

et Coût variable unitaire : d’entreposage
La quantité moyenne stockée correspond soit 

Annuellement au (stock initial + stock final)/2 soit 

à la quantité à stocker moyenne : Demande (montant des livraisons) /2
- Le coût de gestion = coût de lancement unitaire * nombre de livraisons d'articles

Le coût de lancement (de transaction) est par exemple la passation des commandes, le transport, le traitement administratif…
La formule de Wilson peut être retrouvée à partir de cette valorisation.

### Méthodes de gestion des stocks
Les deux paramètres fondamentaux des modèles de gestion des stocks sont la date et la quantité commandée.
On peut donc commander à date fixe ou variable, et à quantité fixe ou variable.
- Méthode de réapprovisionnement ou méthode calendaire. On commande à date fixe une quantité fixe voisine de la quantité économique de commande (QEC ou Formule de Wilson).
- Méthode de gestion à Point de commande. C'est un modèle de commande à date variable et à quantité fixe. Lorsque l'on atteint un certain niveau de stock, le "point de commande", on déclenche la commande de réapprovisionnement.
- Méthode de recomplètement. A date fixe, la quantité variable permettant de reconstituer le niveau de stock défini est commandée.
- Méthode de réapprovisionnement à la commande. A date variable, une quantité variable est commandée.

Le cadencier est un document de gestion qui permet de gérer, avec efficacité, les stocks des produits. Grâce à lui, un magasin évitera les ruptures de stocks et le sur-stockage.
Ce document est représenté sous forme d'un tableau.

#### Outils mathématiques permettant d’éviter la rupture de stock
- stock d'alerte : ce seuil de réapprovisionnement correspond au niveau du stock qui déclenche la commande. Il est égal au stock de sécurité plus le stock consommé pendant le délai de livraison.
- stock de sécurité : ce seuil est assumé pour diminuer le risque de rupture.
- taux de rotation de stock : nombre de renouvellements/période.
- couverture de stock : durée que le stock permet de couvrir en considérant la demande moyenne.
- taux de rupture : demandes non satisfaites/demandes totales.
- taux de service : demandes satisfaites/demandes totales = 1-taux de rupture.

#### Outils techniques permettant d’éviter la rupture de stock
- le juste-à-temps ou flux tendu ;
- le Kanban ;
- la technique de radio-identification. Une analyse académique[2] effectuée chez Wal-Mart a démontré que la radio-identification peut réduire les ruptures d'inventaire de 30 % pour les produits ayant un taux de rotation entre 0.1 et 15 unités/jour.

#### Rotation des stocks vue par le service commercial
Pour un article considéré, le ratio des ventes (pour une période donnée) sur le stock moyen (durant cette période) permet de déceler les articles qui se vendent peu (vente<stock) ou bien (vente>stock).
Formules :
- Ratio des ventes : ratio des ventes d'un bien = somme des ventes sur une période donnée / stock cumulé sur une période donnée.

- Ratios de rotation des stocks :
  - Stocks de marchandises (en jours de CAMV*) = (Stocks de march. / CAMV*) x 365 (CAMV = Coût d'Achat des Marchandises Vendues) ;
  - Stocks de matières premières (MP) en jours de consommations = (Stocks de MP / consommations) x 360 ;
  - Stocks de produits (en jours de prix de revient) = (Stocks de produits / prix de revient) x 360.

## Spécificités des modes de stockage

### Stockage d'information
Il s'agit de conserver pour réutilisation future les données informatiques constituées par l'information. Ce type de stockage très ancien a énormément progressé avec les avancées technologiques, depuis la création de l'écriture jusqu'à l'actuelle utilisation des systèmes informatiques et des mémoires de masse.
Le stockage d'informations « la data », comprenant également les activités de sauvegarde et d'archivage des données, est au cœur de la problématique des entreprises. Des sociétés comme HP, IBM, Bull proposent des infrastructures permettant la haute disponibilité des données.

### Stockage de matériaux
Pour le stockage de matériel, les installations sont essentielles. On distingue le stockage sur convoyeurs, le stockage sans rayonnages, en bloc ou en rangées avec ou sans moyens de consolidation et le stockage sur rayonnages :
- stockage fixe ;
- stockage dynamique ;
- stockage automatisé.

Suivant les matériaux à stocker, on distingue le stockage de palettes ou de casiers, le stockage de produits longs, le stockage de plaques, le stockage d’outils, le stockage de petites pièces et le stockage de charges lourdes.

#### Stockage de produits longs
Le stockage de produits longs, barres, tubes ou profilés se fait en général horizontalement. Pour cela, on y utilise de préférence des cassettes qui sont empilées ou stockées dans des rayonnages. Un stockage sans cassettes peut se faire pour tout matériel rigide.
Ce stockage fait appel à des berceaux, des rayonnages cantilever, des rayonnages à nid d’abeille ou des systèmes de stockage automatique pour produits longs. Les systèmes de stockage automatique pour produits longs sont de 2 types : rotatif ou translatif.
- le système rotatif, ou carrousel, se compose de rayonnages fixés sur une chaîne qui met l'ensemble en rotation. Les temps d'accès sont relativement courts, mais les contraintes d'équilibrage sont sensibles.
- le système translatif, celui des tours de stockage, utilise un ascenseur pour le déplacement vertical, le déplacement vertical pouvant se faire par des bras articulés, des crémaillères ou des câbles. Les temps d'accès sont moyens mais le système permet de stocker des matières pour plus de 200 tonnes sans contrainte importante d'équilibrage.

#### Stockage de plaques
Généralement, les tôles ou plaques sont stockées horizontalement. On distingue généralement le stockage de tôles ou de bois qui ont des dimensions de 2 000 × 1 000 mm à 6 000 × 2 000 mm et de 500 à 3 000 kg par paquet. Les plaques sont stockées sur des rayonnages cantilever, des rayonnages à tiroirs ou des stockages à ruche (nid d’abeille).
En version automatique, il s’agit d’un stockeur simple ou double dont les tiroirs seront chargés à l’aide d’une table élévatrice. Dans certaines applications, celle- ci peut glisser devant les rayonnages ou entrer dans les travées.

#### Rayonnages à tiroirs pour plaques
Quant aux rayonnages à tiroirs, il s’agit des rayonnages spéciaux pour des dimensions jusqu’à 6 000 × 2 000 mm et des charges jusqu’à 3 tonnes. Les tiroirs sont extraits manuellement. Le chargement se fait à l’aide d’un pont ou d’un chariot élévateur. Chaque tôle peut être prélevée individuellement à l’aide d’un palonnier à ventouse.

## Apparition de logiciels de gestion de stock
L'apparition des premiers logiciels de gestion de stock dès les années 1980 ont beaucoup facilité les opérations pour les entreprises. Aujourd'hui la grande majorité des entreprises utilise des logiciels (souvent personnalisés) pour optimiser la gestion de leur marchandise.

### Histoire
Le code universel des produits (CUP) a été adopté par l'industrie de l'alimentation en avril 1973 sous le code-barres standard pour tous les épiciers, mais il n'a pas été introduit dans des lieux de vente au détail jusqu'en 1974. Ce lecteur a permis de réduire les coûts de gestion des stocks parce que les détaillants aux États-Unis et au Canada n'ont pas besoin d'acheter de multiples lecteurs de codes barres pour scanner des codes barres de types différents.
Dans le début des années 1980, les ordinateurs personnels (PC) commencent à devenir populaires. Ce phénomène a tiré vers le bas le coût de codes à barres et les lecteurs. Il a également permis les premières versions de logiciels de gestion d'inventaire à être mis en place. Un des plus grands obstacles dans la vente de lecteurs codes à barres et à des détaillants a été le fait qu'ils n'avaient pas de place pour stocker les informations qu'ils avaient scanné. Comme les ordinateurs sont devenus plus courants et à prix abordable, cet obstacle a été surmonté.
Une fois que les codes à barres et des programmes de gestion des stocks ont commencé à se répandre dans les épiceries, la gestion des stocks à la main est vite apparu désuet. L'écriture à la main des données d'inventaire a été remplacée par la numérisation des produits.
À partir du début des années 2000, le logiciel de gestion des stocks a progressé au point de rendre obsolètes les inventaires manuels.

### Intérêt des logiciels de gestion de stock
Les entreprises utilisent souvent des logiciels de gestion des stocks afin d'optimiser les couts de stockage et de transport. Le logiciel est utilisé pour le suivi des produits et des pièces où ils sont transportés d'un vendeur à un entrepôt, entre les entrepôts, et enfin à un détaillant ou directement à un client.
Les logiciels de gestion de l'inventaire sont utilisés pour une variété de fins, y compris :
- Optimiser le niveau d’inventaire pour garantir le taux de service attendu tout en minimisant les couts d’immobilisation et de mouvement de stock ;
- Suivi de l'inventaire au sein d'un entrepôt et entre les différents points de stockage ;
- Recevoir les articles dans un magasin ou autre lieu
- Déplacement, emballage et expédition d'articles à partir d'un entrepôt
- Garder une trace des ventes et des niveaux de stocks